# Cadira de braços Rothko
La Cadira de braços Rothko és una cadira dissenyada el 1989 per Alberto Lievore. Va ser dissenyada amb destí al bar del mateix nom, al carrer del Consell de Cent de Barcelona. D'aquell projecte de disseny integral, realitzat per Alberto Lievore & Asociados entre 1991 i 1993 també sorgiren la taula Central (produïda per Andreu) i la butaca Alban (produïda per Mia Casanova). Tot i que uns anys després l'establiment canvià de propietat, de clients i de nom (actualment Dietrich Cafè), ha conservat en gran part el disseny interior original i una dotzena de cadires.

## Història
La primera Rothko va ser dissenyada el 1989 i fabricada poc després en fusta corbada, característica que l'encaria per l'elevat cost del retall de la fusta i que, conseqüentment, en dificultava la introducció al mercat per l'elevat preu final. Lievore decidí aleshores de fabricar-la amb motlles injectats amb fibres vegetals reciclades a base de pols de closques d'ametlla barrejada amb polímers. La combinació és un híbrid amb l'aspecte de la fusta i mal·leable com el plàstic que permet economitzar costos de fabricació (quasi un 50% respecte a la cadira de fusta corbada) i, per tant, augmentar-ne la producció i arribar a un mercat més ampli.
Poc després d'acabar la cadira, Lievore va deixar escrit: 
| «         | Confesso que si alguna cosa no he pogut mai evitar són les referències, però no tant en el sentit formal sinó en el concepte. Podia una cadira de cafè-bar ignorar el seu passat vienès o prescindir del glamour de l'American Bar? | » |
| — Lievore | |   |

Certament, el corbat de la fusta recorda el treball del vienès Michael Thonet (1796-1871) que, ja al segle xix, causà sensació i va tenir gran èxit arreu d'Europa amb les seves cadires i mobles de fusta corbada. La producció en peces, en canvi, ens fa pensar en el nord-americà Charles Eames (1907-1978), que dissenyà la cadira innovadora Low Side (1946), composta per diverses peces de fusta contraplacada i corbada.

## Producció
Rothko va ser produïda amb aquests materials a partir de 1994, a Hernani i per Indartu, una empresa basca dedicada a la producció de mobles que la comercialitza des d'aleshores amb els mateixos materials i diversos colors.
- Alberto Lievore, Barcelona, 1989-1992
- Indartu (Simeyco), Hernani, Guipúscoa, a partir de 1994

## Característiques
Vistes les característiques dels materials i la necessitat de construir la cadira per peces, Lievore realitzà un exhaustiu estudi per resoldre els problemes de resistència i comoditat amb les mínimes parts possibles. Ho resolgué amb dos motlles dels quals surten dues peces. Aquestes contenen una estructura de metall amb potes, respatller i seient, imperceptible exteriorment, però que aconsegueix la resistència necessària sense perdre l'aspecte de fusta corbada. Una peça conté les potes davanteres i part del seient, mentre que l'altra inclou les potes posteriors, el respatller, els braços i la resta del seient. Ambdues parts encaixen per unes ranures que, una vegada encolades i unides, en fan un sol moble. La junta de les dues parts és visible a la base del seient. La cadira és envernissada de color grana i les potes tenen, a la base, unes proteccions del mateix color.

## Presència a Museus
Rothko ha tingut un notable èxit comercial i ha estat molt ben rebuda pel públic. No és estrany doncs que hagi estat exposada als espais museístics d'arreu del món, com ara al MoMA de Nova York, el Museum für Angewandte Kunst de Colònia, el Louisiana Museum of Art de Dinamarca i el Centre Georges Pompidou de París i el Disseny Hub Barcelona, entre molts altres. Alhora, se’n poden trobar altres exemplars als fons d'importants centres museístics, com per exemple al Victoria & Albert Museum de Londres.

## Premis i reconeixements
El 1991, Rothko va guanyar el premi Delta de Plata d'ADI-FAD, ja que segons el jurat, se’n valorà la resolució, que aportava solucions tradicionals amb formes de producció innovadores.